# 畠山知己
畠山 知己（はたけやま ともみ、1971年 - )は、日本のヨット選手、早稲田大学ヨット部 監督。

## 来歴
宮城県気仙沼市出身。 宮城県気仙沼高等学校でヨット部に所属し、国体、インターハイで活躍。1990年 高校卒業し早稲田大学人間科学部スポーツ学科に進学。93年 全日本インカレ優勝。大学卒業後、2001年 全日本選手権で優勝、翌年 連覇。さらに国際大会にも出場し入賞。早稲田大学ヨット部 監督を務める。

## 主な成績
- 1993年 全日本インカレ 470級 個人優勝。

- 2000年 全日本選手権 優勝。
- 2001年 全日本選手権 連覇。
- 2004年 J/24全日本選手権 優勝。

## 国際大会
- 2002年 ISAFワールド   キールボート部門   J/80級  7位

- 2005年  J/24世界選手権   5位 （開催地・英国ウェイマス）